# Hilara congregaria
Hilara congregaria är en tvåvingeart som beskrevs av Axel Leonard Melander 1902. Hilara congregaria ingår i släktet Hilara och familjen dansflugor.
Artens utbredningsområde är Kalifornien. Inga underarter finns listade i Catalogue of Life.